# Bibi Khānoom Astarābādi
Bibi Khānoom Astarābādi, född 1858 eller 1859, död 1921, var en iransk författare, satiriker och pionjär i Irans kvinnorörelse.
1895 skrev hon den satiriska Mäns brister som svar på en anonym men populär text som liknade kvinnor vid barn. Boken En stridsskrift om mäns beteende gentemot kvinnor har kallats Irans första feministiska bok.
Hon fortsatte att förespråka kvinnors rättigheter i tidningstexter och 1906 öppnade hon Irans första skola för flickor, i sitt hem.